# Forza Horizon 2
Forza Horizon 2 es un videojuego de carreras de ruta abierta, secuela del aclamado videojuego de 2012, Forza Horizon. La versión para la Xbox 360 está desarrollada por Sumo Digital y la edición para la Xbox One está producida por Playground Games. Lanzado oficialmente el 30 de septiembre de 2014, dos semanas antes se presentaría una demo y la versión de preventa.

## Desarrollo e Historia
Forza Horizon 2 nos sumerge nuevamente dentro de la mejor fiesta de la velocidad, el "Festival Horizon". Esta vez tomando lugar en la región sureste de Europa, más precisamente el sur de Francia y el norte de Italia, el mapa será tres veces más extenso que el visto en el anterior Horizon, este dispone de una mayor extensión de paisajes de gran detalle y realismo en la versión de Xbox One. La temática es muy similar a la entrega anterior ofreciendo un nuevo sistema de conducción callejera por los paisajes más bellos de la Costa Azul.
De nuevo, volvemos a adentrarnos en la historia de un joven anónimo que ha sido invitado al segundo festival "Horizon" en el sur de Francia. Poco a poco el jugador tendrá la oportunidad de conducir máquinas deportivas cada vez más rápidas y exóticas, desde un modelo sencillo de Volkswagen hasta supercoches de marcas como Lamborghini. El nuevo sistema de juego permitirá a los jugadores un detallado modo multijugador que permitirá competir en línea a amigos y rivales gracias a la nueva tecnología incorporada en la Xbox One.

## Expansiones
- Forza Horizon 2: Storm Island (2014) Esta expansión fue anunciada a finales de 2014. Los conductores del festival se embarcarán en una nueva aventura esta vez tomando como escenario Isola Tempesta, una remota y gran isla que cuenta con una climatología bastante alterada que según él palabras de Ben "posee un propio micro clima tropical". En este DLC se incluyen más de 7 vehículos nuevos rally diseñados para recorrer los terrenos extremos. Posee nuevos modos de jugabilidad como Rampage, Extreme Cross-Country, Breakout y varios más.

- Forza Horizon 2 Presents Fast & Furious (2015) Esta expansión fue lanzada los primeros días de abril, una semanas antes del estreno de la nueva película de acción Fast and Furious 7 que se estrenó en cines el 2 de abril. Esta expansión modifica un poco el tipo de jugabilidad ya que los usuarios podrán recurrir al Nitro para lograr impulsos sorprendentes y modificaciones únicas inspiradas en los coches de la saga. Aquí la historia toma lugar solo en Niza Massena y una gran parte de Sisteron en la Tej Parker nos recluta tras ganar la Final de Horizon en la cual deberémos cumplir 10 misiones para recuperar o conseguir un coche por cada misión con la adición de 2 nuevos Eventos de Exhibición inspirado en la película.

Lista de coches
- 1970 Dodge Charger R/T de Dom Toretto
- 1998 Toyota Supra de Brian O'Conner
- .1970 Plymouth Cuda de Letty y Dom
- 2015 Dodge Charger SRT Hellcat de Dom Toretto
- 2014 Maserati Ghibli S de Deckard Shaw
- 2013 McLaren P1: en el juego es capaz de alcanzar 407 km/h (253 mph).[1]
- 2011 Bugatti Veyron SS
- 2015 Dodge Challenger SRT Hellcat de Letty Ortiz
- 2013 Jeep Wrangler Unlimited Blindado de Tej Parker
- 2014 Lamborghini Huracán LP-610-4
- 2012 Nissan GTR-Nismo de Brian O'Conner
- 1970 Plymouth Road Runner de Dom Toretto

Unas semanas después del lanzamiento de la expansión y de la película se lanzó un DLC para el juego con 8 de los vehículos de la expansión.

## Coches
Hasta el momento se han confirmado un total de 210 vehículos disponibles la mayoría de ellos tomados de la entrega anterior.
- Abarth Fiat 131 (1980)
- Abarth 500 esseesse (2010)
- Abarth 595 esseesse (1968)
- Abarth Punto Supersport (2013)
- Acura RSX Type-S (2002)
- Alfa Romeo 8C Competizione (2007)
- Alfa Romeo Giulia TZ2 (1965) (Coche Abandonado)
- Alfa Romeo Giulietta Quadrifoglio Verde (2011)
- Alfa Romeo Spider Quadrifoglio Verde (1986)
- Alfa Romeo 33 Stradale (1968)
- AMC Javelin AMX (1971)
- Ariel Atom 500 V8 (2013)
- Aston Martin DB5 (1964)
- Aston Martin DBR1 (1958)
- Aston Martin One-77 (2010)
- Aston Martin V12 Zagato (Villa d'Este) (2011)
- Aston Martin Vanquish (2012)
- Audi R8 Coupé V10 plus 5.2 FSI quattro (2013)
- Audi RS 2 Avant (1995)
- Audi RS 3 Sportback (2011)
- Audi RS 4 (2006)
- Audi RS 5 Coupé (2011)
- Audi S4 (2013)
- Audi Sport quattro (1983)
- Audi TT RS Coupé (2010)
- Bentley Continental GT Speed (2013)
- BMW 1 Series M Coupe (2011)
- BMW 2002 Turbo (1973)
- BMW M1 (1981)
- BMW M3 (1997)
- BMW M3 (1991)
- BMW M3 (2008)
- BMW M5 (2012)
- BMW X5 M (2011)
- BMW Z4 sDrive35is (2011)
- Bowler EXR S (2012)
- Bugatti Veyron Super Sport (2011)
- Buick Regal GNX (1987)
- Cadillac Escalade ESV (2012)
- Caterham Superlight R500 (2012)
- Chevrolet Bel Air (1957)
- Chevrolet Camaro IROC-Z (1990)
- Chevrolet Camaro SS Coupe (1969)
- Chevrolet Camaro Z28 (1970)
- Chevrolet Camaro Z28 (1979)
- Chevrolet Camaro ZL1 (2012)
- Chevrolet Chevelle SS-454 (1970)
- Chevrolet Corvette (1960)
- Chevrolet Corvette Stingray (2014)
- Chevrolet Corvette Stingray 427 (1967)
- Chevrolet Corvette ZR1 (2009)
- Chevrolet Corvette ZR-1 (1970)
- Chevrolet Corvette ZR-1 (1995)
- Chevrolet Impala SS 409 (1994)
- Dodge Charger R/T (1969)
- Dodge Challenger R/T (1970)
- Dodge Challenger SRT8 392 (2012)
- Dodge Charger SRT8 (2012)
- Dodge Dart HEMI Super Stock (1968)
- Ferrari 250 California (1957)
- Ferrari 250 GT Berlinetta Lusso (1962) (Coche Abandonado)
- Ferrari F12berlinetta (2012)
- Ferrari 250 GTO (1962)
- Ferrari 250 Testa Rossa (1957)
- Ferrari 430 Scuderia (2007)
- Ferrari 458 Italia (2009)
- Ferrari F40 (1987)
- Ferrari F50 (1995)
- Ferrari Challenge Stradale (2003)
- Ferrari Dino 246 GT (1969)
- Ferrari Enzo Ferrari (2002)
- Ferrari 355 Berlinetta (1994)
- Ferrari 288 GTO (1984) (Coche Abandonado)
- Ferrari LaFerrari (2013)
- Ford Capri RS3100 (1973) (Coche Abandonado)
- Ford Escort RS Cosworth (1992)
- Ford Escort RS1800 (1977)
- Ford F-100 (1956)
- Ford Fiesta ST (2014)
- Ford Focus RS (2003)
- Ford Focus RS (2009)
- Ford Focus ST (2013)
- Ford GT (2005)
- Ford GT40 Mk ll (1966)
- Ford Mustang Boss 302 (1969)
- Ford Mustang GT (2015)
- Ford RS200 Evolution (1985)
- Ford Cobra R (2000)
- Ford SVT Cobra R (1993)
- Ford Shelby GT500 (2013)
- Ford Sierra Cosworth RS500 (1987)
- Ford F-150 SVT Raptor (2011)
- Ford Transit SuperSportVan (2011)
- Hennessey Venom GT (2012)
- Honda Civic Type-R (1997)
- Honda Civic Type-R (2004)
- Honda Civic CRX Mugen (1984)
- Honda NSX-R (1992)
- Honda S2000 CR (2009)
- HUMMER H1 Alpha (2006)
- Hyundai Genesis Coupe 3.8 Track (2013)
- Hyundai Veloster Turbo (2013)
- Jaguar D-Type (1956)
- Jaguar E-Type S1 (1961)
- Jaguar XK120 SE (1954) (Coche Abandonado)
- Jaguar XKR-S (2012)
- Jeep Willys MB (1945) (Coche Abandonado)
- Jeep Wrangler Rubicon (2012)
- Koenigsegg Agera (2011)
- KTM X-Bow R (2013)
- Lamborghini Aventador LP700-4 (2012)
- Lamborghini Countach LP500 QV (1988)
- Lamborghini Diablo SV (1997)
- Lamborghini Huracán LP 610-4 (2014) (Coche Anfitrión)
- Lamborghini Miura P400 (1967) (Coche Abandonado)
- Lamborghini Murciélago LP 670-4 SV (2010)
- Lamborghini Veneno (2013)
- Lamborghini Gallardo LP570-4 Superleggera (2011) (Solo disponible para los que ordenaron su copia. Disponible en la edición Day One)
- Lancia 037 Stradale (1982)
- Lancia Delta HF Integrale EVO (1992)
- Lancia Delta S4 (1986)
- Lancia Fulvia Coupé Rallye 1.6 HF (1968)
- Lancia Stratos HF Stradale (1974)
- Land Rover Defender 90 (1997)
- Lexus GS350 F Sport (2013)
- Lexus LFA (2010)
- Local Motors Rally Fighter (2014)
- Lotus 2-Eleven (2009)
- Lotus Eleven (1956)
- Lotus Exige S (2012)
- Maserati Gran Turismo S (2010)
- Maserati MC12 (2004)
- Maserati Tipo 61 Birdcage (1961) (Coche Abandonado)
- Mazda MX-5 (2013)
- Mazda MX-5 Miata (1994)
- Mazda RX-7 (1997)
- Maxda RX-8 R3 (2011)
- McLaren 12C (2011)
- McLaren F1 (1993)
- McLaren P1 (2013): en el juego es capaz de alcanzar 407 km/h (253 mph).[1]
- Mercedes-Benz 190E 2.5-16 Evolution ll (1990)
- Mercedes-Benz 300SL Gullwing Coupé (1954)
- Mercedes-Benz A 45 AMG (2013)
- Mercedes-Benz C 63 AMG Coupé Black Series (2012)
- Mercedes-Benz E 63 AMG (2013)
- Mercedes-Benz G 65 AMG (2013)
- Mercedes-Benz SL 65 AMG Black Series (2009)
- Mercedes-Benz SLK 55 AMG (2012)
- Mercedes-Benz SLR McLaren (2005)
- Mercedes-Benz SLS AMG (2011)
- MINI Cooper S (1965)
- MINI John Cooper Works GP (2012)
- Mitsubishi Lancer Evolution VI GSR (1999)
- Mitsubishi Lancer Evolution VIII MR (2004)
- Mitsubishi Lancer Evolution X GSR (2008)
- Nissan 240SX SE (1994)
- Nissan 370Z (2010)
- Nissan GT-R Black Edition (2012)
- Datsun 510 (1970)
- Nissan Fairlady Z 432 (1969)
- Nissan Fairlady Z Version S Twin Turbo (1994)
- Nissan Silvia CLUB K's (1992)
- Nissan Silvia Spec-R (2000)
- Nissan Skyline 2000GT-R (1971)
- Nissan Skyline GT-R V-Spec (1993)
- Nissan Skyline GT-R V-Spec ll (2002)
- Oldsmobile Hurst/Olds 442 (1968)
- Pagani Huayra (2012)
- Pagani Zonda Cinque Roadster (2009)
- Plymouth HEMI 'Cuda 426 (1971)
- Pontiac GTO Judge (1969)
- Pontiac Firebird Trans Am (1977)
- Pontiac Firebird Trans Am GTA (1987)
- Pontiac Firebird Trans Am SD-455 (1973)
- Run Runner (2013)
- Renault 5 Turbo (1980)
- Renault Alpine A110 1600S (1973) (Coche Abandonado)
- Renault Clio Williams(1993)
- Renault Sport Clio V6 (2003)
- Renault Megane RS 250 (2010)
- RUF CTR Yellowbird (1987)
- RUF CTR2 (1995)
- RUF Rt 12 S (2011)
- Shelby Cobra 427 S/C (1965)
- Shelby Cobra Daytona Coupe (1965)
- SRT Viper GTS ACR (1999)
- Subaru BRZ (2013)
- Subaru Impreza 22B STi (1998)
- Subaru Impreza WRX STI (2005)
- Subaru Impreza WRX STi (2008)
- Subaru WRX STI (2011)
- Toyota Celica GT (1974)
- Toyota Celica GT-Four ST205 (1994)
- Toyota GT86 (2013)
- Toyota MR2 GT (1995)
- Toyota Sprinter Trueno GT Apex (1985)
- Toyota Supra RZ (1998)
- TVR Sagaris (2005)
- Ultima GTR (2012)
- Vauxhall Astra VXR (2012)
- Vauxhall Corsa VXR (2009)
- SRT Viper GTS (2013)
- Volkswagen Corrado VR6 (1995)
- Volkswagen Golf Gti 16v Mk2 (1992)
- Volkswagen Golf R (2010)
- Volkswagen Golf R32 (2003)
- Volkswagen Tipo 1 (1963)
- Volkswagen Rabbit GTI (1984)
- Volkswagen Scirocco R (2011)
- Volkswagen Scirocco S (1981)
- Volkswagen Type 2 De Luxe (1963) (Coche Abandonado)

## Música
Hay al menos 64 canciones en diferentes radios (83 canciones son exclusivas de Xbox One de las cuatro estaciones de radio exclusivas) sumando 147 canciones en total. 
Horizon Pulse
Horizon Pulse volvió con un nuevo repertorio de canciones indie en este juego.
- Architecture In Helsinki - I Might Survive (Goldroom Remix)
- Jungle - Busy Earnin'
- Bombay Bicycle Club - Luna
- CHVRCHES - The Mother We Share
- Cut Copy - Free Your Mind
- Jungle - The Heat
- Tensnake - Love Sublime (feat. Nile Rodgers & Fiora)
- Holy Ghost! - Bridge & Tunnel
- Phonat - Never
- Boris Titulaer - Can't Beat The Old Skool (feat. Jasper Wilde)
- Jungle - The Heat
- Chromeo - Come Alive (feat. Toro y Moi)
- Jetta - Operators
- Panama - Always (Classixx Remix)
- Saint Raymond - Brighter Days
- Lazyboy - Pica Disco
- Little Dragon - Klapp Klapp
- PNAU - With You Forever (feat. Luke Steele)
- Digitalism - Wolves (feat. Youngblood Hawke) (RAC Remix)
- Chromeo - Jealous (I Ain't With It)
- Nick Mulvey - Nitrous
- Roosevelt - Sea
- Pyramid - The Phoenix (feat. Willy Wesly)

Horizon Bass Arena
Horizon Bass Arena regresa en ofrecer temas más recientes de pistas de baile especialmente de Future House y Electro House, EDM.
- Duke Dumont - I Got U (feat. Jax Jones)
- Gorgon City - Here For You (feat.Laura Welsh) (Extended Mix)
- Katy B - Still (Richy Ahmed Remix)
- London Grammar - Hey Now (Arty Remix)
- Shift K3Y - Touch (Grum Remix)
- Just Kiddin - Thinking About It
- Redlight - 36 (feat. Lotti)
- Kidnap Kid - Survive
- Turtle - Crisis
- Oliver $ & Jimi Jules - Pushing On
- Todd Terje - Delorean Dynamite
- BeatauCue - Aeropolis
- Pyramid - Astral
- Faul & Wad Ad & PNAU - Changes
- Hermitude x Flume - Hyperparadise (GANZ Flip)
- Duck Sauce - NRG
- Nero - Satisfy
- Mat Zo - Only For You (feat. Rachel K Collier)
- Jessie Ware - Running (Disclosure Remix)
- Oliver Heldens X Becky Hill - Gecko (Overdrive)
- Eric Prydz - Liberate
- Eric Pryda - F.A.T. (Original Mix)

Horizon XS
Horizon XS ofrece una selección de canciones de rock, rock indie y hard rock.
- Band of Skulls - Hoochie Coochie
- Bear Hands - Peace Keeper
- GRMLN - Teenage Rhythm
- Pixies - Debaser
- The Bohicas - XXX
- Cage the Elephant - Take It Or Leave It
- Circa Waves - Get Away
- Jane's Addiction - Just Because
- Miles Kane - Come Closer
- Papa - Put Me To Work
- Childhood - Solemn Skies
- Skaters - This Much I Care
- Temples - Mesmerise
- Thee Oh Sees - I Come From the Mountain
- The Clash - Train In Vain
- The War on Drugs - Red Eyes
- Royal Blood - Out of the Black
- TOY - It's Been So Long
- Tom Williams & The Boat - All Day
- Wild Smiles - Fool For You

Hospital Records Radio
Hospital Records Radio es una nueva estación que transmite Drum and bass especialmente liquid funk y Breakbeat (exclusiva de la versión de Xbox One).
- Camo & Krooked - Move Around feat. Ian Shaw
- Danny Byrd - Like A Byrd
- Etherwood - Spoken (S.P.Y. Remix)
- Fred V & Grafix - Recognise
- Fred V & Grafix - Hydra
- Keeno - Out Of Nowhere
- Keeno - Nocturne
- Logistics -Somersaults
- Logistics - Seasons (feat. Lifford)
- London Elektricity - Yikes!
- Metrik - Slipstream
- Metrik - Believe
- Nu:Tone - Valence
- Nu:Tone - Roundabout
- Reso - Break Em
- Rawtekk - Photone Recruits (Phace Remix)
- Royalston - Lunar
- S.P.Y. - Cold Harsh Air feat. Total Science & Grimm
- Netsky - Love Life

## Críticas
Este juego recibió muy buenas críticas obteniendo una puntuación de 86.25% por GameRankings y de 86/100 por Metacritic.